# 梅拉河 (齊利馬河支流)
梅拉河是俄羅斯的河流，屬於齊利馬河的右支流，由科密共和國負責管轄，河道全長186公里，流域面積2,700平方公里，河水主要來自融雪，每年十一月至翌年五月結冰。